# Gellenoncourt
Gellenoncourt település Franciaországban, Meurthe-et-Moselle megyében. Lakosainak száma 82 fő (2022. január 1.). Gellenoncourt Courbesseaux, Drouville és Haraucourt községekkel határos.

## Népesség
A település népességének változása:
| Lakosok száma | 41   | 34   | 36   | 35   | 71   | 76   | 77   | 79   | 82   | 82   |
|               | 1968 | 1982 | 1990 | 2006 | 2013 | 2015 | 2017 | 2019 | 2020 | 2022 |